# 반항 장애
반항 장애(Oppositional Defiant Disorder, ODD)는 누군가에게 거부감·적대감을 나타내거나 반항적인 행동을 보이는 양상이 최소 6개월 이상 지속되고 또 그러한 행동이 사회적·학업 성취에 큰 지장을 주며 같은 또래에 비해 문제 행동의 빈도가 더 높은 증상을 얘기한다. 적대적인 반항성 장애 또는 반항성 장애라고도 한다.
반항 장애는 DSM-5에서 '파괴적/충동조절 및 품행장애(Disruptive, impulse-control, and conduct disorders)' 하단에 있으며, 아동 및 청소년기에 '분노하거나 과민한 기분, 논쟁적 이거나 반항적인 행동 혹은 보복행위(a pattern of angry/irritable mood, argumentative/defiant behavior, or vindictiveness)로 정의한다. 품행장애(conduct disorder)를 가진 아이와 달리, 반항 장애 아동은 사람이나 동물에 공격성을 드러내지 않으며, 타인의 재물을 파손하지도 않고, 절도나 사기 행위를 보이지 않는다.

## 특징
| “ | 반항 장애는 반항적이고, 불순종적이며 도전적인 행동을 보이고 고집이 세며 거친 반항 행동을 보인다. 권위적인 사람을 거부하며 적대적인 행동을 보인다. 그러나 반항 사회적 규범을 위반하거나 타인의 권리를 침해하지는 않는다. | ” |
|   | — 김청송, 2002 |   |

- 또한 DSM-IV에서는 '주의력 결핍' 및 '파괴적 행동 장애' 범주에 반항 장애를 ADHD, 품행 장애와 함께 묶여 놓았다.
- 이들 장애 간에 유사성이 있는데, DSM-Ⅳ는 반항 장애가 아동기에 보이는 품행 장애의 전 징조라고 정의하고 있으며 이 두 가지 진단을 함께 받을 수는 없다고 명시하고 있다.
- 만약 품행 장애와 반항 장애를 동시에 보이는 아동이 있다면 품행 장애 진단만 내려지게 된다.

- 반항 장애가 품행 장애로 발전하는 경우도 있는데, 반항 장애 아동의 25%가 품행 장애와 연관된 보다 심각한 행동 양식상의 문제를 보이는 경향이 있다.
- 또한 ADHD 로 진단된 아동 중 35~70%는 반항 장애로 발전하고 30~50%는 품행 장애로 발전한다.
- 이런 장애들이 동시에 발생 할 경우 ADHD는 다른 장애보다 먼저 발생하는 경향이 있다.

## 징후 및 증상
정신질환 진단 및 통계 편람(Diagnostic and Statistical Manual) 제4판(DSM-IV-TR)에서는, 반항 장애의 진단 역치(diagnostic threshold)를 충족하는 징후 및 증상 8가지 중에서 반항 장애 아이는 4가지를 보인다고 설명한다. 징후 및 증상은 다음과 같다.
1. 자주 이성의 끈을 놓는다(Often loses temper)
2. 자주 화를 내거나 짜증을 낸다(Is often touchy or easily annoyed)
3. 자주 화를 내거나 분노한다(Is often angry and resentful)
4. 자주 권위있는 인물과 다투며, 아이나 청소년의 경우 어른과 자주 다툰다(Often argues with authority figures or for children and adolescents, with adults)
5. 자주 반항하거나, 권위를 가진 인물로부터의 요청 혹은 규칙에 따르기를 거절한다(Often actively defies or refuses to comply with requests from authority figures or with rules)
6. 자주 의도적으로 타인을 귀찮게 한다(Often deliberately annoys others)
7. 자주 타인의 실수나 잘못을 탓한다(Often blames others for his or her mistakes or misbehavior)
8. 지난 6개월 중 최소 2번 이상 앙심을 품거나 보복하려 한 적 있다(Has been spiteful or vindictive at least twice within the past 6 months)[4][5]

이러한 행동들은 대개 선생님이나 부모님 등 권위를 갖는 인물들을 직접적으로 대상으로 한다. 이런 행동들은 형제들 사이에서 흔히 나타나지만 반항 장애 진단을 받은 형제를 제외한 다른 인물들에게서 관찰된다. 반항 장애를 가진 아이는 언어적으로 공격성을 드러낸다. 그러나 이들은 품행장애를 가진 아이들이 보이는 신체적 공격성은 보이지 않는다. 또한 이런 행동들이 6개월 이상 지속되며, 일반 아동 연령대나 성별, 문화를 벗어나서 진단기준을 충족시킬 정도여야 한다.
5세 이하 아동에게는 6개월 동안 평상시에 이런 행동들이 나타난다. 5세 이상 아동에게는 최소 6개월 이상 1주일에 1번 이상 나타난다. 이러한 증상은 단 하나의 환경에서만 나타날 수 있는데, 이 경우 대부분은 가정에서이다. 따라서 심각성은 가벼울 것이다. 2개 이상의 환경에서 나타나면 보통에 해당하며, 3개 이상 환경에서 나타나면 심각한 것이라 할 수 있다.
이러한 행동패턴은 학교나 기타 사회 활동 현장에서 지장을 초래한다.

## 원인
반항 장애를 직접적으로 일으키는 특정 요인은 없다. 반항 장애와 관련된 병인(etiological factor)에 대해 집중 연구하는 사람들은 제한적이다. 연구문헌들에서는 반항 장애에 관한 위험인자가 아니라, 파괴적 행동과 연관된 일반적인 위험인자를 검토하기도 한다. 반항 장애 증상은 품행장애 증상과 같다고 보기도 하지만, 이 두 장애는 저마다 증상이 다르다. 반항 장애와 같은 파괴적 행동들을 보면, 연구는 행동의 원인이 복합적이라고 제시한다. 그러나 파괴적 행동은 대개 생물학적 요인 혹은 환경적 요인 때문이라고 규명되어 있다.

### 생물학적 원인
부모 가운데 한 쪽 부모가 반항 장애 또는 기분 장애, 품행 장애, ADHD, 반사회성 인격장애, 또는 물질 관련 장애를 겪었던 경험이 있었을 경우 그렇지 않은 경우에 비해 장애 발생률이 높다.

#### 선천적 요소와 출산 합병증
임신 및 출산에서 발생한 많은 문제들이 품행 문제로의 발전과 연관이 있다. 영양부족 그중에서도 특히 단백질 결핍, 납중독, 납에의 노출, 산모의 알코올이나 약물 복용 등이 반항장애 발생 위험을 높인다. 많은 연구에서 출산 전 약물남용은 반항 장애와 같은 파괴적 행동으로 발전하는데 관련있다고 밝혔다. 임신과 출산이 반항 장애와도 연관 있지만 직접적인 생물학적 요소의 확실한 증거는 부족하다.

### 사회인지적 원인
지속적인 품행 문제가 있는 남아 40%와 여아 25%는 유의미한 사회인지적 지장(social-cognitive impairments)을 보인다. 이러한 결함 중 일부는 자기중심성(egocentrism)과 같은 미성숙한 형태의 사고, 행동을 제어하는 언어매개자(verbal mediator) 사용 불능, 중립적인 사건을 의도가 다분한 호전적인 행동으로 해석하는 인지적 왜곡(cognitive distortion) 등이 있다. 반항 장애 아이들은 자신의 감정이나 행동을 제어하는데 어려움이 있다. 반항 장애가 있는 학생들은 개인의 경험에만 근거한 사회적 지식(social knowledge)이 제한되어 있다. 이러한 경험은 이들이 정보를 처리하고 문제를 인식하면서 해결하는 방식을 만든다.
이러한 정보는 어린이들이 여러 사회적 환경(social settings) 속에서 적절하게 혹은 부적절하게 대응하기 위하여 정보를 처리하는 방식인 사회 정보 처리 모델(social information processing model, SIP)과 관련될 수 있다. 이 모델은 아이들이 행동을 보이기 전에 다섯 단계를 거친다고 설명한다. 인코딩(encoding), 정신표현(mental representations), 반응접근(response accessing), 평가(evaluation), 행동화(enactment)이다.
그러나 반항 장애를 가진 아이들은 인지적 왜곡과 인지 처리 지장(impaired cognitive processes)이 있다.
이는 아이의 상호작용과 관계에 직접적 부정적으로 영향을 끼친다. 사회적 인지적 지장은 부정적인 또래관계(peer relationships), 우정 상실, 사회활동 참여에서의 지장을 초래한다. 어린이들은 관찰 학습(observational learning)과 사회 학습(social learning)을 통하여 배운다. 따라서 모델들의 관찰은 직접적인 영향을 주며 아이들의 행동과 의사결정과정에 크게 영향을 준다. 아이들은 행동을 모방함으로써 배우기도 한다. 모방은 아이의 인지와 행동을 수정하는 강력한 도구가 되기도 한다.

### 환경적 원인
- 부정적인 양육 습관 및 부모-아이 갈등(parent–child conflict) : 반사회적 행동(antisocial behavior)을 불러오면서도 동시에, 아이의 반항적 공격적 행동에 대한 반응이 되기도 한다. 역기능가정(dysfunctional family), 부모 중 한명이나 보호자의 일관되지 못한 양육, 가족 내 정신질환이나 약물남용 내력 등은 행동 장애(behavior disorder)로의 발달을 야기할 수 있다.[15] 양육 습관이 가족 내 다툼이나 대립이 자주 발생하는 것 뿐 아니라 상황에 대하여 충분하거나 적절한 조정도구를 제공하지 못하면, 반항 장애 발전에 대한 요인으로 간주되어 왔다.[8]

- 부모-아이 애착(attachment) 불안정 : 품행 문제가 있는 아이들은 부모의 기준과 사회가 제시하는 기준을 내면화하지 못하는 경우가 있다. 부모와의 연약한 유대는 아이로 하여금 비행(delinquency)과 약물남용으로 이끌 수 있다.

- 가정 불안정과 스트레스 : 가정 요소와 품행 문제 간의 관련성은 잘 규명되어 있지만, 이러한 관련성의 특성과 가정이라는 요인이 원인으로서 역할하는 것에는 계속해서 논의중에 있다.[14]

- 낮은 사회경제적 지위[16][17]

- 방임(neglect), 남용, 방치하는 부모, 감독 결여 등의 사회적 요인들[18]

- 외재적 문제들: 사회의 소수자 지위에 있는 청소년들 사이에서 더 자주 발견된다고 보고되고 있다. 이러한 발견은 경제적 곤란, 취업 기회 제한, 도시 내 고위험 이웃과의 거주 등과 관련되어 있다.[14] 또한 연구들에서는 폭력에의 노출이, 외재적 행동 발생에 대한 영향인자(contribution factor)로 작용한다고 밝혔다.[16][17][19]

## DSM-IV의 반항 장애 진단기준
DSM-IV가 정의하는 진단 기준은 다음과 같다.
- 거부적, 적대적, 그리고 반항적인 행동 양상이 적어도 6개월 이상 지속되고, 다음 중 적어도 4가지(또는 그 이상)가 존재한다 :
  - 흔히 버럭 화를 낸다
  - 흔히 어른과 말다툼을 한다
  - 흔히 어른의 요구에 순응하거나 규칙에 따르는 것을 적극적으로 거부하거나 반항한다
  - 흔히 고의적으로 타인을 귀찮게 한다
  - 흔히 자신의 실수나 잘못된 행동을 남의 탓으로 돌린다
  - 흔히 타인에 의해 기분이 상하거나 쉽게 신경질을 낸다
  - 흔히 화를 내고 원망한다
  - 흔히 악의에 차있거나 앙심을 품고 있다

주의 : 또래들에게서 일반적으로 관찰되는 것보다 반항적 행동이 더 빈번하게 나타날 경우에만 이 기준을 고려한다.
- 행동 장애가 사회적·학업적·직업적 기능을 수행하는 데 심각한 손상을 초래한다.
- 문제행동이 정신병적 장애 또는 기분 장애의 경과 중에만 나타나는 것은 아니다.
- 행위 장애의 진단기준에 맞지 않아야 하며, 18세 이상일 경우 반사회적 성격 장애의 진단 기준에 맞지 않아야 한다.

## 치료 및 관리
반항 장애의 치료에는 여러 가지 방법이 쓰인다.
- 부모훈련
- 다중 체계적 치료 - 반사회적 행동의 결정인자를 개인, 가족, 지역 사회 세 차원에서 밝혀줄 수 있다.
- 인지적 문제해결 기술 훈련 - 아동이 자기를 통제하고, 보다 효율적인 문제 해결 전략을 사용할 수 있도록 돕는다.
- 사회 기술 훈련
- 분노대처훈련 - 아동이 분노에 효과적으로 대처하고 이를 조절할 수 있도록 돕는다.
- 약물치료 - ADHD, 불안 장애 등과 같은 장애와 함께 나타날 때에만 사용한다.

반항장애의 치료에는 부모관리훈련(parent management training, PMT), 개별 심리치료(individual psychotherapy), 가족치료(family therapy), 인지행동치료(cognitive behavioral therapy, CBT), 사회기술훈련(social skills training) 등이 있다. 미국 소아청소년정신의학협회(American Academy of Child and Adolescent Psychiatry)에 의하면, 반항 장애 치료는 특히 개별 아동에게 맞춰져 있고, 다른 여러 치료 기법들은 미취학 아동과 청소년에게 맞춰져 있다.

### 정신약리학적 치료
정신약리학적 치료(Psychopharmacological treatment)는 반항 장애에 처방되는 약물 사용을 말한다. 반항 장애를 통제하기 위한 약제 처방은 기분안정제(mood stabilizer), 항정신병약물(anti-psychotic), 흥분제(stimulant)가 있다. 두 개의 무작위대조군실험에서, 지배적 리튬 투약군과 위약군에서 리튬 투약군이 품행장애를 가진 아동의 공격성을 안전하게 낮췄음을 발견하였다. 그러나 세 번째 연구에서 리튬 치료는 2주가 지나면 효과가 없는 것으로 나타났다. 연구에서는 할로페리돌(haloperidol), 티오리다진(thioridazine), 메틸페니데이트(methylphenidate)와 같은 약제가 반항장애의 동반증상(comorbidity)인 주의력결핍과잉행동장애(ADHD) 치료에 효과가 있는 것으로 밝혀졌다.
약물치료 효과에 대하여선 제대로 규명되지 않았다. 약물치료의 작용으로는 저혈압(hypotension), 추체외로증상(extrapyramidal symptoms), 지연성운동장애(tardive dyskinesia), 비만, 체중증가 등이 있다. 정신약리학적 치료는 개별개입(individual intervention) 혹은 다중개입(multimodal intervention)과 같은 다른 치료계획이 병행할 때 가장 효과가 있다고 밝혀졌다.
일례로, LA소년원에 감금된 반항 장애가 있다는 16세 소년이 테스토스테론(testosterone)이 다소 상승하였다는 이유로 에스트로겐(estrogen)이 투여되었을 때, 여성형유방(gynecomastia)이 발달하여 결국 가슴축소수술을 받았다.

### 개별 개입
개별 개입(Individual interventions)은 아이의 특정 개별화 계획에 초점이 맞춰져 있다. 이러한 개입은 분노조절/스트레스면역(anger control/stress inoculation), 자기주장훈련(assertiveness training), 아이중심문제해결기술훈련프로그램(child-focused problem solving skills training program), 자기관찰기술(self-monitoring skills)이 있다.
분노조절과 스트레스면역은 아이에게 가능한 분노와 스트레스를 일으키는 속상하게 하는 상황이나 사건들에 대비하는데 도움을 준다. 아이들이 겪을 단계과정을 포함한다.
자기주장훈련은 소극성과 공격성 사이의 균형을 유지하도록 교육하는 것이다. 통제된 공정한 반응을 보이는 것에 관한 것이다.
아이중심문제해결기술훈련프로그램은 아이에게 부정적인 사고, 감정, 활동을 다루는 방식을 가르치는 새로운 기술과 인지처리과정을 아이들에게 가르친다.

### 부모 및 가족 치료
무작위실험에서, 부모관리훈련이 가장 효과가 있다고 드러났다. 장기간 다양한 환경에서 강력한 영향력이 있다.
부모-아이상호작용훈련(Parent-child interaction training)은 부모가 아이에게 개입할 때 코칭을 해주는 것이다. 이 훈련은 두 단계를 보인다. 1단계는 아이 지향 상호작용으로, 아이에게 비지시적 놀이 기술을 가르치는데 중점을 둔다. 2단계는 부모 지향 상호작용으로, 명료한 지시, 복종에 대한 보상, 불복종에 대한 휴지기라는 측면에서 부모는 코칭을 받는다. 부모-아이상호작용훈련은 초등생에게 최적화되어 있다.
부모 및 가족 치료는 비용이 적게 들면서도 이점이 많다.

### 다중개입
다중개입(Multimodal intervention)은 가족, 동료, 학교, 이웃을 포함한 다양한 측면에서 보이는 효과적인 치료이다. 다양한 위험인자들에 집중하는 개입이다. 부모훈련, 학급 내 사회기술, 놀이터 행동 프로그램에 맞춰져 있다. 개입은 집약적이고 부모의 약물남용이나 부부갈등에 있어 개개 아이의 향상을 가로막는 장벽을 다룬다.
치료에 지장을 주는 장애는 반항장애 자체로서, 치료가 잘 지켜지지 않고, 지속되지 못하거나 일정 기간 고착되어 있다.

## 동반증상
반항장애는 동반증상(comorbidity)에 관한 다양한 경로가 있는 용어나 인격장애로 묘사된다. 반항장애에 대한 설명은 품행장애(conduct disorder)와는 무관한 별도의 정신질환(psychiatric disorder)으로서 중요성이 있어야 한다.
반항장애와 그 동반증상 맥락에서, 연구자들은 반항장애가 기분장애(mood disorder)뿐 아니라 주의력결핍 과잉행동장애(attention deficit hyperactivity disorder, ADHD), 불안장애(anxiety disorder), 정서장애(emotional disorder)과 함께 발생한다고 결론내린다. 이러한 기분장애들은 중증우울(major depression)이나 양극성장애(bipolar disorder)와 연결되기도 한다. 반항장애의 간접적 영향은 이후의 정신장애와도 연결될 수 있다. 예를 들어, 품행장애는 반항장애와 연결지어 연구된다. 강력한 동반증상은 이 두 가지 인격장애 중에서 관찰될 수 있지만, 반항장애와 관련된 주의력결핍행동과잉장애와의 연결성이 더 높다. 예를 들어, 주의력결핍행동과잉장애가 함께 있는 반항장애가 있는 어린이나 청소년은 더 공격적이거나 반항장애의 부정적 행동 증상을 보이며, 따라서 원활한 학업 수행을 방해한다. 이는 학생으로서의 학업 진로에 반영될 것이다.
기타 예상 가능 증상들로는 학업 분야에서의 심각한 지장을 초래하는 학습장애(learning diability, learning disorder)나 언어구사력이나 이해력에 있어 문제가 드러나는 언어장애(language disorder)가 있다.

## 같이 보기
- 반사회성 인격장애
- 반사회적 행동
- 부모훈련
- 양극성 장애
- 주의력결핍과잉행동장애(ADHD)
- 품행 장애

## 참고 자료
- Rita Wicks-Melson & Allen C. Israel (2004) . 아동기 행동 장애. 시그마프레스
- Michael P. Nochols(2004). 가족치료. 시그마 프레스
- 유제인·김제인(2004). 아동과 청소년의 발달정신 병리학. 시그마프레스
- 김청송(2002). 정신 장애 사례연구. 학지사
- 두산 엔싸이버 백과사전
- 한겨레신문 2003. 12.7 ‘이럴 땐 반항 장애 상담을’